# Ceroptera sivinskii
Ceroptera sivinskii är en tvåvingeart som beskrevs av Marshall 1983. Ceroptera sivinskii ingår i släktet Ceroptera och familjen hoppflugor. Inga underarter finns listade i Catalogue of Life.